# Promise (film)
|  | Denne artikel er oprettet af botten Steenthbot ud fra en ekstern database. Den kan derfor have sproglige fejl eller mangler. Denne skabelon kan fjernes efter kontrol af indholdet. |

 For alternative betydninger, se Promise. (Se også artikler, som begynder med Promise)
Promise er en dansk kortfilm fra 2010 instrueret af Morten Boesdal Halvorsen, Kirsten Dehlholm og Henning Carlsen og efter manuskript af Richard Raskin.

## Handling
'Promise' tager os tilbage til mellemkrigstidens Vilna. Trods fattigdom spås den 10-årige Romain en lysende fremtid af sin mor. Den eneste, der tror hendes ord, er dog den aldrende Mr. Piekielny - men han aftvinger samtidig drengen et ejendommeligt løfte. Denne lille bid virkelighed, som den franske diplomat og forfatter, Romain Gary, beskriver i sin selvbiografi, gav tre instruktører hinanden et løfte om at vise i filmen 'Promise'.

## Medvirkende
- Jacob August Ottensten
- Emmanuel Limal
- Rune T. Kidde